# The Sheik of Araby
«The Sheik of Araby» («Шейх Аравии») — известная англоязычная песня (ставшая джазовым стандартом), написанная американским композитором Тедом Снайдером на текст Гарри Б. Смита и Фрэнсиса Уилера в 1921 году.

## История песни
Песня была написана на волне популярности фильма «Шейх» (1921 год), где главную роль исполнял Рудольфо Валентино. Позднее, в 1926 году, когда вышел фильм «Сын шейха», Тед Снайдер несколько переработал мелодию и на её основе написал песню «That Night in Araby» (на слова Билли Роуза).
Первая запись песни в исполнении американского Club Royal Orchestra была осуществлена 2 ноября 1921 года (имеются также данные, что ещё более ранняя запись была осуществлена в октябре 1921 года
оркестром нью-йоркского отеля Waldorf Astoria под управлением Джозефа Кнехта). В следующем, 1922 году, версии Club Royal Orchestra и Рэя Миллера (записанная 18 ноября 1921 года) достигли успеха в чартах, заняв в них третью позицию.
Песня быстро стала популярной и вошла в репертуар многих джаз-бандов, особенно в Новом Орлеане, что сделало её одним из джазовых стандартов. Одной из причин её популярности в Новом Орлеане можно считать тот факт, что слово Araby созвучно с названием городка Arabi, располагающимся чуть ниже по течению от Девятого Округа Нового Орлеана; данный город пользовался популярностью как легальный центр азартных игр (до 1952 года в самом Новом Орлеане азартные игры были запрещены). В 1920-х годах песня была легко узнаваемым произведением популярной культуры. Так, её текст упоминается в романе «Великий Гэтсби» Фрэнсиса Фицджеральда (1925 год).
Несмотря на то, что оригинальная версия песни звучит в умеренном темпе и большей частью в миноре (можно послушать, например, одну из ранних записей в исполнении Regal Male Trio), большинство исполнителей делали акцент на мажорном припеве, который они активно и виртуозно разрабатывали.

## Примечательные исполнения песни
Песня многократно исполнялась и записывалась самыми разнообразными исполнителями (нередко без слов, лишь в инструментальной обработке). Имеются данные (очевидно, неполные), что в 1920-х годах было записано три версии песни, тогда как в 1930-х — уже 31. Из наиболее известных версий песни можно упомянуть следующие:
- Версия Гвидо Джальдини, в которой мелодия песни исполняется свистом[8]. Данная версия была выпущена в 1923 году немецким лейблом Vox Records.
- Джаз-банд Дона Альберта[англ.] в ноябре 1936 года[9] записал данную песню в ироничной форме: после каждой строчки оригинального текста припева вставлялась фраза «With no pants on» («без штанов»). Данная версия пользовалась популярностью у новоорлеанских джаз-бандов и нередко исполняется и сегодня[10]; однако в то время многие считали её чересчур смелой, что затрудняло или делало невозможным её трансляции по радио[11].
- Сидней Беше записал версию данной песни в 1941 году, самостоятельно исполнив для неё все музыкальные партии (на кларнете, сопрановом и теноровом саксофоне, фортепиано, бас-гитаре и ударных), которые потом были сведены воедино, что стало одним из первых экспериментов в мультитрековой записи[12].
- Группа «Битлз» исполняла эту песню на неудачном прослушивании у лейбла Decca (1962 год). Данная версия основывалась на версии Джо Брауна[англ.] и группы The Bruvvers (1961 год)[13]. В записи участвовали Джордж Харрисон (вокал, соло-гитара), Джон Леннон (подголоски, ритм-гитара), Пол Маккартни (подголоски, бас-гитара) и Пит Бест (ударные). В 1995 году данная запись была опубликована в альбоме Anthology 1[13][14].
- Гарри Конник младший включил данную песню в альбом Oh, My NOLA (2007 год)[15].

Песню также исполняли/записывали Фэтс Уоллер, Фэтс Домино, Джанго Рейнхардт совместно со Стефаном Граппелли, Луи Прима, Луи Монте, Дюк Эллингтон, Оскар Питерсон, Тим Армстронг и другие.

## В популярной культуре
- Песня звучала в бродвейском ревю «Make It Snappy» (в исполнении Эдди Кантора, 1922 год)[1].
- В 1926 году американская студия Fleischer Studios[англ.] выпустила мультфильм с этой песней (он был одним из мультфильмов серии «Song Car-Tunes»); в том же году в Великобритании был выпущен небольшой одноимённый короткометражный фильм (режиссёр Майлз Мандер).
- Песня звучит в фильме «Валентино» (1977 год) с пародийным текстом Кена Рассела в исполнении Криса Эллиса.

## В пропаганде
В 1940 году «The Sheik of Araby» использовалась нацистской Германией в качестве средства деморализации британского населения: песня транслировалась в радиоэфире в исполнении Чарли Шведлера, при этом во втором куплете (сам второй куплет предварялся фразой «Последняя песня господина Черчилля») как бы от лица Черчилля звучали слова о том, как он боится Германии, как он вынужден укрываться в бомбоубежище и лишь таким образом «бороться с врагом» и т. п.